# Ophthalmapseudes friedericainus
Ophthalmapseudes friedericainus är en kräftdjursart som beskrevs av Eric Malzahn 1965. Ophthalmapseudes friedericainus ingår i släktet Ophthalmapseudes och familjen Anthracocarididae. Inga underarter finns listade i Catalogue of Life.